# Conas
Conas es un equipo y club deportivo de fútbol americano en Santiago de Chile, participante de TNF, Torneo Nacional de Football. Conas es uno de los referentes de este deporte en el país al ser uno de los pioneros en la modalidad equipada (2008), también como constante colaborador en la organización y masificación del deporte y al ser conocido en el ámbito deportivo como de los principales rivales gracias al estar constantemente dentro de los primeros lugares y sus tres títulos.

## Historia

### Formación
El sábado 30 de agosto de 2008 se oficializa la formación del equipo con el primer entrenamiento. Su nacimiento proviene de una expansión del Club Deportivo Avalancha el cual forma en un inicio dos equipos para así crear el Primer Torneo Equipado de Fútbol Americano de Chile. El 2 de septiembre los equipos adoptarían los nombres de "Avalancha Conas" dirigido por el Head Coach de Avalancha Dennis Caceres y "Avalancha Demons" bajo el mando del Coordinador Defensivo de Avalancha Italo Caceres.

En el proceso de organización el 4 de octubre se decide formar un tercer equipo. El entrenador Dennis Caceres deja al Entrenador Asistente David Cárdenas D. a cargo de Conas y forma Volcanos tomando a jugadores de los dos existentes y algunos nuevos, mientras que Demons pasa a llamarse Húsares.
El 15 de octubre se oficializan los colores de los tres equipos, Conas adopta el Azul Royal. Las otras opciones barajadas fueron Azul Marino y Naranjo.
El torneo comenzaría el 8 de noviembre de 2008 bajo el nombre de "Torneo de Fútbol Americano Equipado" pero a días de comenzar la competencia el jugador de Avalancha y luego Húsares "Diego Schmidt-Hebbel Niehaus" es asesinado, el torneo se re-nombra en honor a él, también se le conoció como "Torneo DS-HN" el cual se jugó entre 2008-2013 (inclusive). En las temporadas 2014 y 2015 la competencia pasa a ser Liga Nacional y el trofeo entregado al campeón lleva su nombre.

### Comienzo Truncado

#### Torneo DS-HN, 2008
Conas gana por 07-06 a Húsares en el partido inaugural del torneo siendo este el primer juego oficial de Fútbol Americano Equipado en Chile. El primer e histórico Touchdown fue anotado en una corrida por Elías Jarufe (RB #28), luego el punto extra fue convertido por Nicolás San Martín (CB/K #26). Húsares más tarde anotó un TD pero el PAT fue bloqueado por Esteban Pérez (LM #96). En un emocionante final el intento de gol de campo del cuadro verde fue bloqueado por "Hans" Schmälzle (LM #56). 

Por un tercer criterio de desempate Conas queda fuera de la final habiendo finalizado con un registro de 2-2 al igual que Volcanos y Húsares e igual diferencia de puntos con este último pero fueron los puntos convertidos los que en definitiva clasificaron a los de verde.

#### Torneo de Otoño, 2009
Después de haber comenzado 0-4 el equipo busca salvar el torneo y gana sus dos partidos finales quedando solo fuera de la Final nuevamente por criterio de desempate, esta vez por diferencia de puntos. 

Los "Guerreros Conas" hicieron valer su espíritu combativo hasta el final del torneo y ganando 41-40 en tiempo extra a Cañoneros en un final épico.

### BiCampeones
Con un récord combinado de 10-4 en temporada regular Conas se alza con dos títulos consecutivos.

#### II Torneo DS-HN, 2009
Temporada con récord 3-3 se enfrenta a Volcanos en la final, una victoria contundente para cada uno, pero los rojos llegan con ventaja al ganar el último duelo 38-06. Conas hizo los ajustes y el planteamiento rindió frutos con un resultado 26-08 a favor, primer título para los guerreros luego de dos intentos fallidos en llegar a la final.

#### 2° Torneo de Otoño, 2010
Conas rozó la perfección con un récord de 7-1, solamente cayó con Volcanos en otro partido para el recuerdo entre ambas escuadras. El otro clasificado fue Húsares quienes retomaban su fuerte andar de otoño con una gran diferencia de puntos a su favor.

Segunda final consecutiva y de rasgos parecidos, control del juego salvo por una intercepción que dejó a la máquina verde acercarse. En la segunda mitad se amplió la ventaja terminando 26-06, Conas se convierte en el primer bicampeón.

### Casi otro más

#### III Torneo DS-HN, 2010
Tras un gran inicio que dejaba anticipadamente al equipo clasificado a la Final llega con menor ímpetu y cae en el partido por el título ante Húsares en el que fue el primer partido de noche con iluminación artificial.

### Grandes Desafíos, 2011

#### Newen-Cona
Cada equipo adulto de la FEDFACH incorpora un equipo juvenil a su Club, siendo responsables de estos y además actuando como cantera.
El Club Conas Football afrontó un desafío aún más grande al hacerse cargo de un equipo conformado de jugadores absolutamente nuevos en la práctica del deporte. Así nace Newen-Cona (Fuerza Guerrera).
En el debut se logra vencer a los bicampeones defensores, Troyanos, en un emocionante partido. Luego la inexperiencia provocó que los partidos reñidos se terminaran perdiendo. Pero no decayó el espíritu guerrero y se continuó luchando semana a semana, lo que hizo superar las expectativas de todos para un plantel absolutamente novato.

#### IV Torneo DS-HN, 2011
Parte del proceso de crecimiento la modalidad llega a 11vs11 y pasa a jugarse solo un torneo largo de tres rondas. El equipo sufre varios cambios pero mantiene la base llenándose de nuevos jugadores dándole más fuerza a un club con tres finales consecutivas pero con mucho espacio para crecer.
Conas y Toros Dorados mantenían una apretada lucha por el segundo cupo a la Final mientras Húsares se alejaba con la punta. Tanta fue la paridad con Toros que los tres partidos disputados fueron empatados, la diferencia vino con una derrota frente a Awkas haciendo que Conas perdiera llegar a su cuarta final consecutiva. En el VTR Metro Bowl (Final) Húsares ganó el título en un partido extremadamente apretado y que fue transmitido por el canal Vive! Deportes.

### Semifinales

#### Torneo Juvenil VTR, 2012
Newen-Cona creció al igual que sus jugadores. Se logró un grupo muy unido dentro y fuera de la cancha viéndose reflejado también en los resultados, pasando de un registro de 1-7 a 5-3. Valió la experiencia, los partidos apretados ahora los ganaban en comparación al primer año. Con esto se peleó la clasificación a la Final hasta el último partido, la que no se logró en apretado duelo. Fue un balde de agua fría para el plantel quedar fuera, pero el estar en esa posición demostró que el equipo creció enormemente y es un rival de temer.

#### V Torneo DS-HN, 2012
El equipo adulto (Conas) consolidó una base gracias a las buenas incorporaciones de novatos proveniente de los últimos Draft y el reclutamiento del 2012 no fue la excepción en donde los nuevos jugadores aportaron inclusive desde la alineación titular, así como también los juveniles que subieron de categoría.
El nivel de la competencia siguió elevándose y Conas como lo ha hecho en cada torneo, se mantuvo en la pelea por la clasificación a la Final. El inicio de torneo fue fructífero pero no logró mantener la racha ganadora, aun así siguió subiendo en la tabla de posiciones hasta llegar a pelear por la clasificación en un reñido último partido.
La no clasificación por tan poco muestra la solidez del equipo aun en momentos bajos, da también una motivación extra para que trabajen más duro en pos de conseguir el tercer título del Club en el 2013.

#### VI Torneo DS-HN, 2013
Conas clasifica a los playoffs con el segundo mejor registro en la Conferencia Costa (tercero general) y enfrenta a Húsares, líderes de la Conferencia Cordillera, por el paso al Metro Bowl (final torneo).
Húsares ganó el encuentro en doble tiempo extra y con una conversión de dos puntos de diferencia, en lo que fue un partido épico, muy extenso y llamativo para el público.

### Dorado y Plateado (2014)
Antes del inicio de los torneos 2014 el Club Conas Football ayuda al club y los miembros de Toros Dorados quienes cesan sus actividades por el año. El equipo pionero de Flag football Femenino Pumas pasa completamente al alero del club. En la Liga Nacional de la disciplina elevan su nivel en comparación a los años anteriores, en un buen torneo clasifican a playoffs al obtener el tercer lugar en la tabla general, en semifinales caen de visita contra las eventuales campeonas.
Por otra parte la categoría juvenil se inscribe el equipo Guerreros Dorados el cual consta de los jugadores de Newen-Cona más los provenientes de Titanes (equipo juvenil de Toros Dorados), el torneo fue muy accidentado y a pesar de ser un rival difícil y temido solo se terminó ganando un partido al no poder cerrarlos.
En la temporada baja Pumas gana el triangular "Raiders Spring Bowl Championship I" frente a Raiders y Las Ferro.
En el segundo semestre Pumas sigue elevando su nivel y luego de un buen torneo clasifica al ansiado Final Four, no se detienen ahí y se convierten en finalistas aunque caen frente a Raiders por el título.
Conas por su parte termina fuerte la temporada regular y se clasifica a playoffs con un récord 6-2. En la semifinal deben viajar a Con Con a enfrentar a Cañoneros con quienes ya habían perdido de visita, pero la postemporada es diferente y en un dominante juego Conas consigue su paso a su cuarta final histórica. Húsares se queda con el título y rompe la paridad en la tercera final entre ambos equipos.

### Doble Flag (2015-1)
Pumas continuó su camino ascendente y gana de manera invicta el primer semestre de la Liga Nacional de Flag Mujeres. Con esto además aseguró el paso al Final Four de fin de año.
Jaguares en su estreno consigue el trofeo de la Liga Nacional Flag Hombres 2015-1 completando así el doblete del primer semestre en Flag Football para el club.
Pumas finaliza en primer lugar al terminar los dos semestres. En el Final Four cae en semifinales en tiempo extra por la conversión de un punto frente a Halcones Femme finalizando en 3er Lugar en la Liga Nacional Flag Mujeres 2015.

### Conas Campeón Nacional 2015, Invicto
Luego de la desazón de la derrota en la Final, Conas comienza la temporada regular con nuevas caras en ofensiva y sube el promedio a 29 puntos por partido, mientras que una ya efectiva defensa vuelve más consolidada y profunda consiguiendo 4 blanqueadas, incluyendo los partidos claves frente a los rivales directos de la conferencia, Felinos (18-00) y Cañoneros (22-00), y solo permitiendo 3 Touchdowns y una conversión.
Playoffs
La postemporada se extendió a tres partidos, Conas clasifica primero en la Conferencia Centro-Norte y enfrenta al 4.º sembrado de la misma en la Semifinal de Conferencia, Volcanos. La ofensiva marcó rápidamente con un pase largo de Tadeo Marcano (QB #5) a Claudio Manríquez (WR #84), por su parte la defensa se tuvo que adaptar al spread de los rojos y mantuvo en cero a la ofensiva rival lo que a la postre fue suficiente (06-02).
En la Final de Conferencia frente a Felinos, Conas estuvo bajo en el marcador por primera vez en el torneo. El cuadro naranjo capitalizó en Touchdown una intercepción pero no logró engañar a los azules en la conversión cuando lanzaron desde la formación de patada (00-06).
La ofensiva aérea azul estaba fuera de sincronía, los pases largos caían incompletos por centímetros y se lanzaron otras dos intercepciones. Una de ellas fue detenida en la yarda dos de Felinos, la defensa guerrera no desaprovechó y en la segunda jugada logra el Safety, el sexto del año. (02-06).
En la segunda mitad la defensa continuó controlando los embistes y la ofensiva avanzando pero no pudiendo terminar las series. Ya en el último cuarto y aún abajo en el marcador Conas cambia el ritmo de juego y consigue un Touchdown con una escapada de Daniel Salinas (SB #4). La conversión de dos puntos no fue buena (08-06).
Dentro de los dos minutos la defensa cona detiene a Felinos y los fuerza a despejar pero hay un muff en la devolución y el equipo naranjo recupera el balón y las chances. Logran avanzar pero los intentos a la zona de anotación son detenidos, ya quedando segundos para una sola jugada deben buscar la victoria a través de un gol de campo. En jugada preparada el blitzer cona bloquea la patada (Bryan Vargas S #18) sellando el paso a la Final Nacional.

#### Chile Bowl 2015
Por cuarta vez y segunda consecutiva Conas y Húsares se enfrentan en una Final, las últimas dos victorias fueron del equipo verde. Ambas escuadras llegaban invictas y sus defensas dominando el Torneo, en la Final no fue la excepción y fue así como la primera mitad a pesar de tener emociones y buenas jugadas queda equiparada en cero.
En la segunda mitad viene el primer quiebre del partido, Húsares captura al QB Tadeo Marcano (#5) quien sale lesionado. La ofensiva de Conas avanza pero no lo suficiente para anotar, el juego parejo entra a una disputa por la posición de campo en donde los detalles marcan la diferencia.
Durante el último cuarto el juego se mantenía en cero cuando Conas emprende una larga serie ofensiva y queda a distancia de gol de campo, el intento pasa justo por fuera del vertical izquierdo. En la jugada siguiente el QB de Húsares rola a su derecha y la defensa cona le fuerza un fumble (Alberto Romero DE #50), el balón suelto es recobrado y avanzado por Homero Ahumada (LB #2) hasta la yarda tres dejando a Conas en buena posición para anotar. La ofensiva azul en su primera jugada logra el Touchdown por vía terrestre con Juan Pablo Villela (RB #30), el mismo jugador convierte el Punto extra poniendo el marcador 7-0.
Luego de un par de series el reloj comienza a ser apremiante para Húsares quienes arman su mejor serie ofensiva del día, el ataque balanceado funciona al tener mejor sincronía en los pases, mueven las cadenas en repetidas ocasiones y se meten en zona roja. Quedando menos de un minuto en el reloj de juego Húsares enfrenta una definitoria 4.ª Oportunidad y Gol, lanzan a la zona de anotación en donde recibe Esteban Lorenzo (WR #81), el resultado parcial es 7-6 faltando por jugarse la conversión.
Húsares va por el todo o nada, desde la formación de patada ejecutan una jugada preparada de engaño que termina con un pase a la zona de anotación, Conas se encontraba preparado y el recién ingresado para la ocasión, Juan Melin (WR #87), hace la jugada que le valió el MVP Defensivo de la Final al saltar y deflectar el pase justo antes de ser recibido por el receptor.
Restando 16 segundos Húsares intenta la patada corta la cual es recuperada de inmediato por Maximilano Carrillo (C #66). El torneo tuvo el broche que Conas deseaba, poder salir campeón rindiendo tributo en cancha a Enrique Barahona, el Fan #1 y asistente incondicional por años quien jugó la temporada 2015 como DT (#67). Con el apoyo del equipo y el respeto de Húsares, él es quien pone la rodilla al suelo para finalizar el partido.

## Directorio Club Conas Football
- Presidente: Pedro Berrios
- Secretario: Galo Recabarren
- Tesorero: Sebastián Salinas

Presidentes históricos
- Daniel Salinas (2016-2017)
- Maximiliano Sánchez (2012-2016)
- Hugo Munizaga (2010-2012)

## Entrenadores
CONAS
- Maximiliano Carrillo (enero de 2018- a la fecha)
- David Cárdenas D. (octubre de 2008- diciembre de 2017)
- Dennis Caceres (agosto de 2008 - octubre de 2008)

NEWEN-CONA (Guerreros Dorados 2014)
- Nicolás San Martín, HC (2011-2013)
- David Cárdenas D., OC/HC (2011-2015)
- Maximiliano Carrillo, DC, (2011-2013, 2015)
- Daniel Salinas, DC, (2015)
- Felipe Villablanca (2014)

PUMAS (en club desde 2014)
- Jorge Gálvez (2016-presente)
- Maximiliano Sánchez, HC (2014-2015)
- David Cárdenas D. (2014)

## Palmarés
CONAS
Títulos (3)
- 'Torneo DS-HN' 2009
- 'Torneo de Otoño' 2010
- Liga Nacional 2015 (Chile Bowl II) (invictos)

Otros
- 'Campeón Conferencia Costa, 2014'
- 'Campeón Conferencia Centro-Norte, 2015'

Finales (5)
- 'Torneo DS-HN' 2009
- 'Torneo de Otoño' 2010
- 'Torneo DS-HN' 2010
- 'Chile Bowl I, Liga Nacional Elite 2014'
- 'Chile Bowl II, Liga Nacional Elite 2015'

Playoffs (6)
- 'Torneo DS-HN' 2009, (1-0) Campeón
- 'Torneo de Otoño' 2010, (1-0) Campeón
- 'Torneo DS-HN' 2010, (0-1) Finalista
- 'Liga Nacional Elite 2013', (0-1) Semifinalista
- 'Liga Nacional Elite 2014', (1-1) Finalista
- 'Liga Nacional Elite 2015', (3-0) Campeón

PUMAS
Títulos
- 'Liga Nacional Flag Mujeres 2015-1' (invictas)

Playoffs/Final Four (implementado en 2014-2)
- 'Liga Nacional Flag Femenino 2014-1', (0-1) Semifinal
- 'Liga Nacional Flag Femenino 2014-2', (1-1) Final
- 'Liga Nacional Flag Mujeres 2015', (0-1) Semifinal

Otros premios
- '"Raiders Spring Bowl Championship I, 2014"'

JAGUARES

Títulos
- 'Liga Nacional Flag Hombres 2015'

## Plantel

### MVP del Equipo
- (4) Elías Jarufe 14/28 RB, Torneo de Otoño 2009, IV Torneo DS-HN 2011, V Torneo DS-HN 2012 y VI Torneo DS-HN 2013
- (1) Danilo Coatts 8 QB, II Torneo DS-HN 2009
- (1) Hugo Munizaga 85 TE/LB, 2° Torneo de Otoño 2010
- (1) Maximiliano Carrillo 66 C, III Torneo DS-HN 2010
- (1) Rommy Viloria 16 FS/SB, Liga Nacional 2014
- (1) Daniel Salinas 4 CB/LB/SB, Liga Nacional 2015
- (1) Sloan Coolbroth 10 QB, LFA 2016

### MVP Final
- Chile Bowl II, 2015: MVP DEF Juan Melín 87 WR/ST. (mención especial: Homero Ahumada 2 LB)

### Capitanes
CONAS
2016
- Ofensiva: Danilo Coatts 8 QB
- Ofensiva: Juan Pablo Villela 30 RB
- Defensiva: Hugo Munizaga 85 LB
- Defensiva: Rommy Viloria 16 S

- Ofensiva (S): Sloan Coolbroth 10 QB
- Ofensiva (S): Maximiliano Carrillo 66 C
- Defensiva (S): Daniel Salinas 4 LB

Históricos:
- Danilo Coatts 8 QB, OFF  (2008-presente)
- Hugo Munizaga 85 TE/LB, IM  (2008-presente)
- Elías Jarufe 14 RB, OFF-ST  (2010-2012)
- Alberto Romero 6 LB, DEF (2012-2014)
- Felipe Reisch 54 LB, DEF (2008-2010)
- Sergio Lorenzo 18 WR/QB, OFF (2009-2010)
- Daniel Salinas 4 CB, DEF-ST  (2013-2014 [suplente 2012, 2015-presente])
- Juan Pablo Villela 30 RB, OFF (2015-presente [suplente 2014])
- Rommy Viloria 16 S, DEF (2015-presente [suplente 2014])
- Maximiliano Carrillo 66 C,  suplente OFF (2011-presente)
- David Cárdenas D. 84 WR/QB, OFF suplente (2008-2010)
- Nicolás San Martín 26 CB/K, suplente ST-DEF (2010-2013)
- Tadeo Marcano 5 QB, suplente OFF (2015)
- Sloan Coolbroth 10 QB, suplente OFF (2016)

NEWEN-CONA (*Guerreros Dorados 2014)
- Everest Palavecino S, DEF (2011-2014*)
- Javier Román LB, DEF (2012-2014*)
- Matías Hörmann QB, OFF (2011-2012)
- Vicente González LB/QB, IM (2012-2013)
- Pablo Silva G, OFF (2015)
- Matías Martínez DL, DEF (2015)
- José Pablo Solís WR, OFF (2015)
- Cristofer Barrera LB, DEF (2015)
- Diego Codoceo QB, OFF (2014)
- Felipe Jiménez OL, OFF (2014)
- Daniel Cantillana WR, OFF (2011)
- Juan Meliñir C/DL, (2011)

### Jugador del Partido
Presentado por el Fan #1
- (10) Daniel Salinas 4 DB/SB, 2016, 2015x4, 2014x2, 2013, 2012x2
- (7) Elías Jarufe 14/28 RB/LB, 2014, 2013x3, 2012x3
- (6) Andrés Montecinos 14/43 RB, 2016, 2015, 2014x3, 2013
- (4) Rommy Viloria 16 FS/SB, 2015, 2014x3
- (4) Hugo Munizaga 85 TE/LB, 2016, 2015, 2014, 2013
- (3) Juan Pablo Villela 30 RB, 2015, 2014x2
- (3) Damián Vega 80 LB, 2016, 2012x2
- (3) Bryan Vargas 18 S, 2016, 2015x2
- (2) Johann Schmälzle 56 LM 2015, 2014
- (2) Diego Montenegro 33 DB, 2017, 2014
- (2) Juan Melin 87 WR, 2015x2
- (2) Eduardo Barraza 69 LM, 2015, 2013
- (2) Renato Munizaga 22 R, 2014, 2013
- (2) Diego Cabello 24 RB, 2013x2
- (2) Guerreros Conas 2014, 2012
- (1) Danilo Coatts 8 QB, 2012
- (1) Maximiliano Carrillo 66 C, 2013
- (1) Alberto Romero 50 DE, 2015
- (1) Enrique Barahona 67 DT, 2015
- (1) Tadeo Marcano 5 QB, 2015
- (1) Claudio Manríquez 84 WR, 2015
- (1) Enric Grau 89 WR, 2012
- (1) Javier Vergara 52 LB, 2012
- (1) David Cárdenas D. 84 QB, 2013
- (1) Defensa Conas 2014
- (1) Garrett Hastings 17 DE, 2016
- (1) Sloan Coolbroth 10 QB, 2016
- (1) Eduardo Barrios 84 WR, 2016
- (1) Línea Ofensiva, 2016
- (1) Nicolás Montanares 5 DE, 2016
- (1) Sho Hirabayashi RB, 2017
- (1) Fernando Araque CB/WR, 2017
- (1) Masaya Ohgita QB, 2017
- (1) Mario Moreira DE, 2017

### Seleccionados Nacionales
SELECCIÓN ADULTA
- (6) Maximiliano Carrillo 66 C, @Uruguay 2011, Córdoba 2011, @Brasil 2012, Uruguay 2012, @Uruguay 2014, Argentina 2015
- (6*) Homero Ahumada 2 LM, Argentina 2015, *Como jugador de Toros Dorados: @Uruguay 2011, Córdoba 2011, @Brasil 2012, Uruguay 2012, @Uruguay 2014
- (5) Danilo Coatts 8 QB, @Uruguay 2011, Córdoba 2011, @Brasil 2012, Uruguay 2012, Argentina 2015
- (4) Hugo Munizaga 85 TE/DE, @Uruguay 2011, Córdoba 2011, @Brasil 2012, Uruguay 2012
- (4+) Alberto Romero 6 LB/DE, Córdoba 2011, @Brasil 2012, Uruguay 2012, 2015 (+lesionado)
- (3) Elías Jarufe 14 RB, Córdoba 2011, @Brasil 2012, Uruguay 2012
- (3*) Juan Pablo Márquez 23 S/WR, @Uruguay 2011. *Como jugador de Toros Dorados: Córdoba 2011, @Brasil 2012, Uruguay 2012
- (3*) Felipe Sánchez 55 DL, Córdoba 2011, @Brasil 2012, *Como jugador de Awkas: Uruguay 2012
- (2) Diego Cabello 24 RB, @Uruguay 2011, Córdoba 2011
- (2) Daniel Salinas 4 CB, Uruguay 2012, Argentina 2015
- (2) Nicolás San Martín 26 CB, @Uruguay 2011, Córdoba 2011
- (2+) Johann Schmälzle 56 G, Córdoba 2011, 2015 (+lesionado)
- (2*) Matías Uribe 91 LB, @Brasil 2012. *Como jugador de Volcanos: Uruguay 2012
- (2+)Renzo Tamburrino 61 OL, @Uruguay 2011. +Como jugador de Toros Dorados: Córdoba 2011 (Entrenador Línea Ofensiva)
- (1) David Cárdenas D. 84 WR, @Uruguay 2011
- (1) Juan Melín 87 WR, Argentina 2015
- (1) Maximiliano Sánchez 74 G, Argentina 2015
- (1) Damián Vega 80 DB/LB, Uruguay 2012
- (1+) Tadeo Marcano 5 QB, 2015 (+lesionado)
- (1+) Rommy Viloria 16 FS, 2015 (+lesionado)

Ex jugadores Conas en la Selección Adulta
- (6+) Nicolás Pérez 59 LB (Húsares/Volcanos), @Uruguay 2011, Córdoba 2011, @Brasil 2012, Uruguay 2012, @Uruguay 2014, 2015 (+lesionado)
- (5) David Arcos 92 DE (Storm, Brasil), Córdoba 2011, @Brasil 2012, Uruguay 2012, @Uruguay 2014, Argentina 2015
- (2) Esteban Pérez 96 DL (Toros Dorados), @Brasil 2012, Uruguay 2012
- (1) Felipe Reisch 54 LB (Toros Dorados), Córdoba 2011

ENTRENADORES/STAFF
- David Cárdenas D. Head Coach (Adulto y U-21) 2015, Argentina 2015, Coordinador Ofensivo @Brasil 2012
- Enrique Barahona Staff

SELECCIÓN JUVENIL (U-21)
- Pablo Cano 55 OT, Uruguay Sub-21 2012
- Elías Jarufe 14 RB, @Uruguay Sub-21 2011
- Nicolás Montanares 5 DE, Uruguay Sub-21 2012
- Diego Montenegro 33 CB, Argentina Sub-21 2015
- Nicolás Palma 16 QB, Uruguay Sub-21 2012
- Javier Román LB, Uruguay Sub-21 2012
- Pablo Silva 52 G, Argentina Sub-21 2015
- Matías Escobar 31 CB/P, Argentina Sub-21 2015 (inscrito por Patriotas)
- Claudio Manríquez 84 WR, Argentina Sub-21 2015 (inscrito por Patriotas)
- + Bryan Vargas 18 S, 2015 (inscrito por Patriotas) (+lesionado)

Ex jugadores en la Selección U-21
- Cristofer Barrera LB (Awkas), Argentina Sub-21 2015
- Felipe Jiménez OT (Volcanos), Argentina Sub-21 2015

SELECCIÓN FLAG FOOTBALL MUJERES
- Jeannyn Barrera 19, Uruguay 2015

ENTRENADORES/STAFF
- Maximiliano Sánchez Entrenador Asistente, Uruguay 2015
- David Cárdenas D. Entrenador Asistente 2015
- Eduardo Barrios Entrenador Asistente 2015 (Club Raiders, jugador de Conas)
- Enrique Barahona Staff

### Primer Roster
Plantel original antes de la creación de Volcanos, agosto de 2008:

1. Homero Ahumada (VOL), 2. Pedro Berríos (VOL), 3. Diego Cabezón, 4. David Cárdenas D., 5. Danilo Coatts, 6. Mario González (VOL), 7. Alexandro Jarpa, 8. Elías Jarufe, 9. Esteban Lorenzo (VOL), 10. Sergio Lorenzo, 11. Rodrigo Marambio, 12. Nicolás Pérez, 13. Esteban Pérez, 14. Felipe Reisch, 15. Jorge Rojas (VOL), 16. Johann Schmälzle, 17. Matías Uribe, 18. Juan Pablo Villela (VOL), 19. José Walker (no jugó, luego pasó a Húsares), 20. Felipe Welsh, 21. Nicolás San Martín

## Fan #1
DON ENRIQUE, Fan #1 y socio del Club Conas Football, alienta y además apoya desde el sideline a los equipos del club y desde el año 2012 que elige el Premio "Jugador del Partido" al final de cada encuentro. 

Es un verdadero fanático, no llegó a través de un jugador o participante, forjó su amor a Conas viéndolos jugar, como cualquiera lo hace para encontrar su equipo preferido de la NFL. La historia de cómo se convirtió en Fan de Conas contado en sus propias palabras: 

"Yo llegué a nuestro fútbol americano cuando murió Diego Schmidt-Hebbel, ahí apareció una nota en el diario El Mercurio, donde se rendía un homenaje a este jugador con una camiseta en el campo de juego, en ese reportaje daban la dirección de Huechuraba donde se jugaba (Canchas de El Salto), cuando llegué jugaban 3 equipos, con 9 jugadores por lado, el primer partido que vi fue Volcanos versus Húsares (22/11/2008), los primeros juegos seguí a Volcanos, pero el tercer equipo jugaba diferente, era el equipo azul. Volcanos no jugaba tan bien y hubo un campeonato donde el equipo azul perdió 4 partidos en línea y seguía jugando diferente, el campeonato que vino Cañoreros por primera vez (Torneo de Otoño, 2009), pero extrañamente el juego diferente empezó a funcionar mejor y el equipo de Conas ganó los 2 últimos partidos (ver en historia), no hubo final, fue solo eso un EQUIPO, que se levantó, dio un paso al frente y jugó con orgullo. Desde ese día soy el HINCHA NÚMERO 1. 

Hubo un tiempo donde estuve en el anonimato, pero ahora los sigo, cuando juegan bien, mal, con errores o excelentes jugadas, pero siempre se juega con el orgullo de ser un GUERRERO CONA." 

- Enrique Barahona, en el 5.º Aniversario de Conas, 2013.
En la temporada 2015 se inscribe como jugador y participa como tackle defensivo reserva durante toda la temporada. Fue elegido Jugador del Partido en la edición aniversario (7.ª) en partido frente a Ferroviarios por su trayectoria y su aporte en cancha que incluyó un tackle for loss (tackle para pérdida de yardage). En la Final (Chile Bowl 2015) fue quien puso rodilla en suelo para sellar la victoria y el título. Ya como campeón se retira como jugador y vuelve a su puesto de apoyo en el personal de equipo.